# Rachel Schmidt (Violinistin)
Rachel Schmidt (geb. 1975 in Jerusalem) ist eine Violinistin und Mitglied der Berliner Philharmoniker.

## Leben
1977 zog die Familie nach Bremen, wo Schmidt auch ihren ersten Geigenunterricht durch den Vater erhielt. Im Alter von zwölf Jahren trat sie erstmals in einem professionellen Rahmen mit dem damaligen Philharmonischen Staatsorchester Bremen (inzwischen: Bremer Philharmoniker) auf.
Ihre Ausbildung erweiterte sie ab 1988 als Jungstudierende an den Musikhochschulen in Hamburg und Lübeck. Es folgen Studienaufenthalte in Saarbrücken bei Waleri Klimow, am Konservatorium für Musik und Theater Bern bei Igor Ozim sowie an der Hochschule der Künste Berlin bei Thomas Brandis.
Seit 2001 ist sie als Violinistin bei den Berliner Philharmonikern tätig. Sie tritt außerdem als Solistin und Kammermusikerin mit der Philharmonischen Camerata und dem Brahms Ensemble Berlin auf. Sie wirkte in Rundfunk- und CD-Produktionen mit, u. a. für den ORF, die Deutsche Welle, den Saarländischen Rundfunk und den WDR. Seit 2010 gehört sie zum Scharoun Ensemble Berlin (zweite Violine), mit dem sie 2015 eine CD mit Werken von Antonín Dvořák aufnahm.

## Auszeichnungen
- Jugend musiziert, 1990, Erster Preis
- Walter-Gieseking-Instrumentalwettbewerb, 1995, Erster Preis
- Preisträgerin der Deutschen Stiftung Musikleben im Jahre 1998.[3]

## CD-Einspielungen
- 2011: Initiale. Lieder und frühe Kammermusik von Bernd Alois Zimmermann, Trio Berlin Verlag/Label: Wergo[6]
- 2015: Antonín Dvořák: Streichquintett op. 77, Scharoun Ensemble Berlin, Tudor